# A New Star World Tour
A New Star World Tour es la tercera gira musical del mallorquín Rels B, organizada en apoyo de su séptimo álbum de estudio, a new star (1 9 9 3) (2024). La gira empezó el 1 de marzo de 2025 en Madrid, España y está previsto que finalice el 3 de octubre de 2025 en Zaragoza, España.

## Antecedentes
El 26 de noviembre de 2024 Rels B publicó las primeras quince fechas de la gira.Ese mismo día anunció una segunda fecha en Ciudad de México. El 2 de diciembre anunció fechas adicionales en Madrid,Barcelona y Buenos Aires, debido a la alta demanda.El 13 de diciembre se anunció como cabeza de cartel del festival Big Sound en Pontevedra.Tres días más tarde, el 16 de diciembre, se unió al Concert Music Festival de Chiclana de la Frontera, en Cádiz.El 22 de diciembre anunció su concierto en el Estadio de San Moix de Mallorca.
El 16 de mayo de 2025, se anunció su concierto en Zaragoza con motivo de las Fiestas del Pilar de 2025.El 29 de abril se anunció que Nickla12 sería el acto de apertura del concierto en Santiago de Chile.El 30 de abril se publicó su participación en el festival Lava Live de Lanzarote.

## Repertorio
El repertorio se dio a conocer oficialmente en el concierto que se celebró en el Movistar Arena en Madrid el 1 de marzo.
1. «1 de enero, Puntacana»
2. «Caída del cielo»
3. «Pa quererte»
4. «¿Cómo dormiste?»
5. «Un rodeoooo»
6. «Tienes el don»
7. «Como antes»
8. «Buenos genes» (cover de Dellafuente)
9. «Me gustas natural»
10. «Shorty que te vaya bn <3»
11. «Sin mirar las señales»
12. «La prisión»
13. «Un desperdicio» (cover de Junior H)
14. «Y lloro» (cover de Junior H)
15. «Mejor no nos vemos»
16. «Se apaga // me apago»
17. «Te regalo»
18. «Lejos de ti»
19. «La última canción»
20. «Un verano en Mallorca»
21. «La vida sin ti» (cover de Lia Kali)
22. «A mí»
23. «Lo que hay x aquí»

## Fechas
| Fecha            | Ciudad                  | País        | Recinto                            | Teloneros |
| ---------------- | ----------------------- | ----------- | ---------------------------------- | --------- |
| 1 de marzo       | Madrid                  | España      | Movistar Arena                     | —         |
| 2 de marzo       | Madrid                  | España      | Movistar Arena                     | —         |
| 7 de marzo       | Barcelona               | España      | Palau Sant Jordi                   | —         |
| 8 de marzo       | Barcelona               | España      | Palau Sant Jordi                   | —         |
| 26 de abril      | Buenos Aires            | Argentina   | Movistar Arena                     | —         |
| 27 de abril      | Buenos Aires            | Argentina   | Movistar Arena                     | —         |
| 30 de abril      | Santiago                | Chile       | Movistar Arena                     | Nickla12  |
| 2 de mayo        | Lima                    | Perú        | Costa 21                           | —         |
| 3 de mayo        | Quito                   | Ecuador     | Coliseo Rumiñahui                  | —         |
| 4 de mayo        | Quito                   | Ecuador     | Coliseo Rumiñahui                  | —         |
| 9 de mayo        | Medellín                | Colombia    | La Macarena                        | —         |
| 19 de junio      | Córdoba                 | España      | Recinto Ferial El Arenal           | —         |
| 28 de junio      | Palma de Mallorca       | España      | Estadio de Son Moix                | —         |
| 12 de julio      | Pontevedra              | España      | Parque Tafisa                      | —         |
| 25 de julio      | Arrecife                | España      | Recinto Ferial de Agramar          | —         |
| 31 de julio      | Burriana                | España      | Puerto de Burriana                 | —         |
| 1 de agosto      | Marbella                | España      | Auditorio Starlite                 | —         |
| 2 de agosto      | Chiclana de la Frontera | España      | Poblado de Sancti Petri            | —         |
| 3 de agosto      | Torrevieja              | España      | Parque Antonio Soria de Torrevieja | —         |
| 9 de agosto      | Tijuana                 | México      | Plaza de Toros Monumental          | —         |
| 10 de agosto     | Rosarito                | México      | Playa de Rosarito                  | —         |
| 14 de agosto     | Ciudad de Guatemala     | Guatemala   | Fórum Majadas                      | —         |
| 15 de agosto     | San Salvador            | El Salvador | Complejo Cuscatlán                 | —         |
| 16 de agosto     | San José                | Costa Rica  | Centro de Eventos Pedregal         | —         |
| 23 de agosto     | Mérida                  | México      | Foro GNP Seguros                   | —         |
| 27 de agosto     | Guadalajara             | México      | Arena VFG                          | —         |
| 28 de agosto     | Guadalajara             | México      | Arena VFG                          | —         |
| 29 de agosto     | Monterrey               | México      | Arena Monterrey                    | —         |
| 31 de agosto     | Monterrey               | México      | Arena Monterrey                    | —         |
| 3 de septiembre  | Ciudad de México        | México      | Palacio de los Deportes            | —         |
| 4 de septiembre  | Ciudad de México        | México      | Palacio de los Deportes            | —         |
| 5 de septiembre  | Ciudad de México        | México      | Palacio de los Deportes            | —         |
| 6 de septiembre  | Ciudad de México        | México      | Palacio de los Deportes            | —         |
| 11 de septiembre | Bogotá                  | Colombia    | Movistar Arena                     | —         |
| 20 de septiembre | Alcalá de Henares       | España      | Huerta del Obispo                  | —         |
| 26 de septiembre | Mairena del Aljarafe    | España      | Recinto Hípico                     | —         |
| 3 de octubre     | Zaragoza                | España      | Espacio Zity                       | —         |